# Locul fosilifer Cernegura

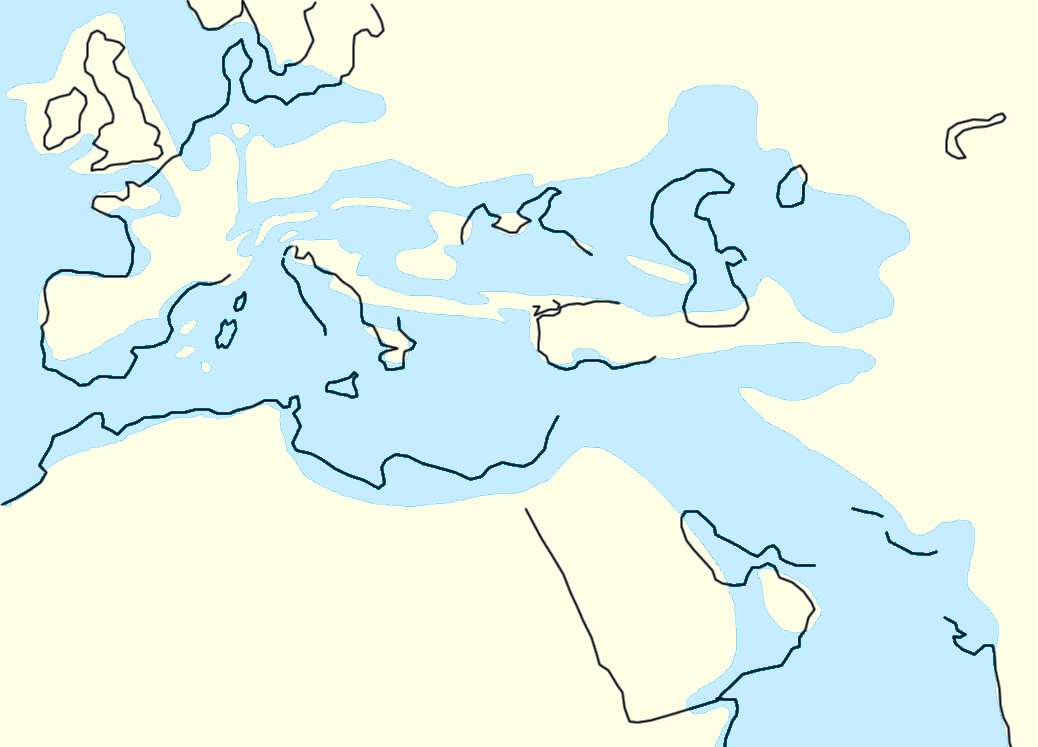
Marea Paratethys în Rupelian (prima perioadă a Oligocenului 33,9-28,4 m.a. î.e.n)

Locul fosilifer Cernegura este o arie protejată de interes național ce corespunde categoriei a IV-a IUCN (rezervație naturală de tip paleontologic) situată în județul Neamț, pe teritoriul administrativ al orașului Piatra Neamț.

## Localizare
Aria naturală este localizată în partea sud-vestică a orașului Piatra Neamț, în dreapta râului Bistrița pe unul dintre versanții dealului Cernegura (852 m altitudine). Arealul geografic menționat - care ocupă o suprafață de 198,20 hectare - a fost situat în Oligocen pe fundul Mării Paratethys.

## Descriere
Rezervația naturală a fost declarată arie protejată prin Legea nr.5 din 6 martie 2000 (privind aprobarea Planului de amenajare a teritoriului național Secțiunea a III-a - zone protejate). Ea reprezintă o zonă de interes paleontologic - în speță o zonă colinară cu depozite de resturi fosilifere de pești și scoici caracteristice zonelor cu un climat subtropical atribuie perioadei Oligocenului - depozitate în roci sedimentare constituite din gresii și marne. 
Fosile identificate aici pot fi vizionate la la Muzeul de Știinte Naturale din Piatra Neamț.

## Zona fosiliferă Piatra Neamț
În arealul orașului sau limitrof acestuia, s-au identificat 4 zone fosilifere: Cozla, Cerenegura, Pietricica și Agârcia.

### Contextul geologic
Contextul geologic fosilifer este constituit din stive de roci moi groase de aproximativ 100 m formate în adâncurile Mării Paratethys. O particularitate a acesteia avea să determine conservarea în straturile de sedimente a corpurilor animalelor moarte. Astfel spre diferență de alte mări și oceane, datorită unor particularități ale reliefului submarin Paratethys nu beneficia de existența unui circuit eficient de oxigenare a straturilor de apă de adâncime. În lipsa oxigenului lipseau și microorganismele care să descompună cadavrele, în absența unor procese biologice de descompunere materia organică respectivă pornind pe drumul fizico-chimic lung, la capătul căruia se află petrolul. Această transformare în zonele fosilifere s-a blocat într-o fază incipientă. Cernute foarte fin, sedimentele s-au depus peste corpurile ființelor, generând o rocă deosebită care se desface sub muchia ciocanului geologic în foi subțiri - asemenea foilor unei cărți.
Fauna marină fosilă găsită aici  este foarte bogată, acoperind toate nișele ecologice disponibile - de la apele de litoral până la cele mai adânci zone propice vieții. Astfel numai Profesorul Ion Th. Simionescu (întemeietorul școlii paleontologice românești) a descris 9 genuri și opt specii noi, iar în monografia din 1977 Ciobanu a descris 26 de familii, 44 de genuri și 69 de specii de pești fosili, din care 29 noi. Înafară de pești, în zona Piatra Neamț s-au mai descoperit fosile de crabi și alte crustacee înrudite, fosile de broaște țestoase precum și fosile aviare.

### Istoricul zonei
Cercetările paleontologice au început în zona orașului Piatra Neamț din 1883, nume precum Leon Cosmovici (sec. XIX), Mircea Paucă, biologul Mihai Ciobanu (a doua jumătate a sec. XX) fiind strâns legate de descoperirile făcute aici.
S-au publicat monografii precum Păturele cu pești din Munții Pietricica și Cozla - Districtul Neamț. Orașul Peatra (Leon Cosmovici, 1887), Fauna fosilă din oligocenul de la Piatra Neamț (Ciobanu Mihai, 1977) și multiple articole, printre care cele ale Facultății de Geologie din Iași ocupă un loc dominant.

### Zone similare din România
Din România "Acvariul de Piatră" din zona orașului Piatra Neamț este cel mai mare și mai complex. Zone smiliare se găsesc în Moldova la Gura Humorului (aici s-a găsit de exemplu un pește de 1,8 m de către paleontologul T. Brustur), în Muntenia, la Suslănești, lângă Câmpulung (număr de specii mai restrâns, situație însă mai complexă deoarece aici s-ai găsit și fosile de arbori, precum și amprente fosilizate de fulgi și pene ale unor păsări)